# 굿럭 조너선
굿럭 에벨레 아지키웨 조너선(영어: Goodluck Ebele Azikiwe Jonathan, 문화어: 굳락크 에벨레 죠나탄, 1957년 11월 20일~)은 나이지리아의 정치인이다. 2007년 부통령에 당선되었고, 2010년 2월부터 우마루 야르아두아 대통령의 와병으로 대통령 직무를 대행했고, 5월 5일 야라두아 대통령이 사망하여 정식으로 대통령직을 승계하였다.
남부 바이엘사주에서 태어났다. 기독교 신자이며, 포트하커트 대학교에서 동물학을 전공하였다. 2005~2007년 바이엘사 주지사를 지냈다. 2007년 대통령 선거에서 우마루 야르아두아의 러닝메이트로 부통령 후보로 출마, 당선되어 5월 29일 부통령으로 취임했다. 2009년 11월, 야르아두아 대통령이 심막염으로 외국에서 치료를 받게 되었으나, 그는 대통령직을 권한대행하지 못했다. 야르아두아 대통령의 상태는 악화되는 가운데, 2010년 1월 이슬람교도와 기독교도 사이의 유혈 충돌 사태가 일어났다. 이러한 위기 상황에도 권한을 제대로 행사하지 못하다가, 2월 9일 상하원 결의로 대통령 권한을 정식으로 대행하게 되었고, 5월 5일 야라두아 대통령이 사망하여 대통령직을 승계하였다.
2010년 9월 5일 페이스북을 통해 2011년 1월 22일에 열릴 나이지리아 대통령 선거에 출마할 것이라고 전했다.
선거준비의 부족함을 이유로 2011년 4월 16일로 연기하여 치러진 선거에서 야당 후보 무하마드 부하리를 약 1100만 표 차이로 따돌리고 당선되었다. 그리고 2015년 5월 29일에 모하마두 부하리에게 정권을 이양하고 대통령 자리에서 퇴임했다.

## 역대 선거 결과
| 선거명      | 직책명              | 대수 | 정당       | 득표율 | 득표수       | 결과 | 당락 |
| ----------- | ------------------- | ---- | ---------- | ------ | ------------ | ---- | ---- |
| 2007년 선거 | 나이지리아의 부통령 | 12대 | 국민민주당 | 69.60% | 24,638,063표 | 1위  |      |
| 2011년 선거 | 나이지리아의 대통령 | 14대 | 국민민주당 | 58.89% | 22,495,187표 | 1위  |      |
| 2015년 선거 | 나이지리아의 대통령 | 15대 | 국민민주당 | 44.96% | 12,853,162표 | 2위  | 낙선 |